# Farmacogenòmica
La Farmacogenòmica és l'estudi de com l'herència genètica d'una persona afecta a la resposta de l'organisme a un fàrmac. Existeix un matís conceptual entre la farmacogenòmica i la farmacogenètica. Mentre que la farmacogenòmica es refereix a assumptes que tenen en compte les característiques de les seqüències genòmiques, mitjançant una visió integradora que inclouria interaccions entre gens per exemple, la farmacogenètica queda circumscrita a la detecció de modificacions de gens individuals en la resposta a fàrmacs.
L'objectiu de la farmacogenòmica és la creació de fàrmacs a mida per a cada pacient i adaptats a les seues condicions genètiques. El medi ambient, la dieta, estil de vida i estat de salut, tot això pot influir sobre la resposta d'una persona a un fàrmac. Entendre el funcionament genètic es creu que serà la "clau" per a crear fàrmacs personalitzats amb major eficàcia i seguretat.